# Kazakhstan aux Jeux olympiques d'été de 2012
Le Kazakhstan participe aux Jeux olympiques d'été de 2012 à Londres. Il s'agit de sa 5e participation aux Jeux olympiques d'été.

## Médaillés
| Sport                  | Discipline                | Athlète(s)           | Performance     | Date       |
| Médailles d'or : 3     |                           |                      |                 |            |
| Athlétisme             | Triple saut femmes        | Olga Rypakova        | 14,98 m         | 5 août     |
| Boxe                   | Poids welters hommes      | Serik Sapiyev        |                 | 12 août    |
| Cyclisme sur route     | Course en ligne masculine | Alexandre Vinokourov | 5 h 45 min 57 s | 28 juillet |
| Médaille d’argent : 2  |                           |                      |                 |            |
| Boxe                   | Poids mi-lourds hommes    | Adilbek Niyazymbetov |                 | 12 août    |
| Haltérophilie          | Moins de 69 kg femmes     | Anna Nurmukhambetova | 251             | 5 août     |
| Médaille de bronze : 6 |                           |                      |                 |            |
| Boxe                   | Poids moyens femme        | Marina Volnova       |                 | 8 août     |
| Boxe                   | Poids super-lourds hommes | Ivan Dychko          |                 | 10 août    |
| Lutte                  | Moins de 84 kg hommes     | Daniyal Gadzhiyev    |                 | 6 août     |
| Lutte                  | Moins de 72 kg femmes     | Guzel Manyurova      |                 | 9 août     |
| Lutte                  | Moins de 66 kg hommes     | Akzhurek Ganzurov    |                 | 12 août    |
| Lutte                  | Moins de 120 kg hommes    | Daulet Shabanbay     |                 | 11 août    |

## Aviron
Hommes
| Athlète            | Compétition | Séries | Séries | Repêchage | Repêchage | Quarts de finale | Quarts de finale | Demi-finales | Demi-finales | Finales | Finales |
| Athlète            | Compétition | Temps  | Rang   | Temps     | Rang      | Temps            | Rang             | Temps        | Rang         | Temps   | Rang    |
| ------------------ | ----------- | ------ | ------ | --------- | --------- | ---------------- | ---------------- | ------------ | ------------ | ------- | ------- |
| Vladislav Yakovlev | Skiff       |        |        |           |           |                  |                  |              |              |         |         |

Femmes
| Athlète              | Compétition | Séries | Séries | Repêchage | Repêchage | Quarts de finale | Quarts de finale | Demi-finales | Demi-finales | Finales | Finales |
| Athlète              | Compétition | Temps  | Rang   | Temps     | Rang      | Temps            | Rang             | Temps        | Rang         | Temps   | Rang    |
| -------------------- | ----------- | ------ | ------ | --------- | --------- | ---------------- | ---------------- | ------------ | ------------ | ------- | ------- |
| Svetlana Germanovich | Skiff       |        |        |           |           |                  |                  |              |              |         |         |

## Cyclisme

### Cyclisme sur route
En cyclisme sur route, le Kazakhstan a qualifié deux hommes, qui participent à la course en ligne et au contre-la-montre, et aucune femme.
Hommes
| Athlète              | Compétition      | Temps           | Rang |
| -------------------- | ---------------- | --------------- | ---- |
| Assan Bazayev        | Course en ligne  | 5 h 46 min 37 s | 43e  |
| Assan Bazayev        | Contre-la-montre | 56 min 40 s 77  | 31e  |
| Alexandre Vinokourov | Course en ligne  | 5 h 45 min 57 s | 1er  |
| Alexandre Vinokourov | Contre-la-montre | 55 min 37 s 05  | 23e  |

## Escrime
Hommes
| Athlète          | Compétition       | 1/32 de finale   | 1/16 de finale   | 1/8 de finale    | Quarts de finale | Demi-finales     | Finale           | Finale |
| Athlète          | Compétition       | Adversaire Score | Adversaire Score | Adversaire Score | Adversaire Score | Adversaire Score | Adversaire Score | Rang   |
| ---------------- | ----------------- | ---------------- | ---------------- | ---------------- | ---------------- | ---------------- | ---------------- | ------ |
| Dmitriy Alexanin | Épée individuelle |                  |                  |                  |                  |                  |                  |        |
| Elmir Alimzhanov | Épée individuelle |                  |                  |                  |                  |                  |                  |        |

Femmes
| Athlète         | Compétition      | 1/32 de finale   | 1/16 de finale   | 1/8 de finale    | Quarts de finale | Demi-finales     | Finale           | Finale |
| Athlète         | Compétition      | Adversaire Score | Adversaire Score | Adversaire Score | Adversaire Score | Adversaire Score | Adversaire Score | Rang   |
| --------------- | ---------------- | ---------------- | ---------------- | ---------------- | ---------------- | ---------------- | ---------------- | ------ |
| Yuliya Zhivitsa | Sabre individuel |                  |                  |                  |                  |                  |                  |        |

## Gymnastique

### Artistique
Hommes
| Athlète          | Compétition | Appareils | Appareils | Appareils | Appareils | Appareils | Appareils | Qualification | Qualification | Appareils | Appareils | Appareils | Appareils | Appareils | Appareils | Finale | Finale |
| Athlète          | Compétition | S         | CA        | A         | SC        | BP        | BF        | Total         | Rang          | S         | CA        | A         | SC        | BP        | BF        | Total  | Rang   |
| ---------------- | ----------- | --------- | --------- | --------- | --------- | --------- | --------- | ------------- | ------------- | --------- | --------- | --------- | --------- | --------- | --------- | ------ | ------ |
| Stepan Gorbachev | Individuel  |           |           |           |           |           |           |               |               |           |           |           |           |           |           |        |        |

Femmes
| Athlète        | Compétition | Appareils | Appareils | Appareils | Appareils | Qualification | Qualification | Appareils | Appareils | Appareils | Appareils | Finale | Finale |
| Athlète        | Compétition | S         | SC        | BA        | P         | Total         | Rang          | S         | SC        | BA        | P         | Total  | Rang   |
| -------------- | ----------- | --------- | --------- | --------- | --------- | ------------- | ------------- | --------- | --------- | --------- | --------- | ------ | ------ |
| Moldir Azimbay | Individuel  |           |           |           |           |               |               |           |           |           |           |        |        |

### Rythmique
| Athlète        | Compétition | Qualification | Qualification | Qualification | Qualification | Qualification | Qualification | Finale  | Finale | Finale | Finale | Finale | Finale |
| Athlète        | Compétition | Cerceau       | Ballon        | Massue        | Ruban         | Total         | Rang          | Cerceau | Ballon | Massue | Ruban  | Total  | Rang   |
| -------------- | ----------- | ------------- | ------------- | ------------- | ------------- | ------------- | ------------- | ------- | ------ | ------ | ------ | ------ | ------ |
| Anna Alyabyeva | Individuel  |               |               |               |               |               |               |         |        |        |        |        |        |

## Judo
Hommes
| Athlète            | Compétition     | 1/32 de finale      | 1/16 de finale      | 1/8 de finale       | Quarts de finale    | Demi-finales        | Repêchage 1         | Repêchage 2         | Finale              | Finale |
| Athlète            | Compétition     | Adversaire Résultat | Adversaire Résultat | Adversaire Résultat | Adversaire Résultat | Adversaire Résultat | Adversaire Résultat | Adversaire Résultat | Adversaire Résultat | Rang   |
| ------------------ | --------------- | ------------------- | ------------------- | ------------------- | ------------------- | ------------------- | ------------------- | ------------------- | ------------------- | ------ |
| Yerkebulan Kosayev | Moins de 60 kg  |                     |                     |                     |                     |                     |                     |                     |                     |        |
| Sergey Lim         | Moins de 66 kg  |                     |                     |                     |                     |                     |                     |                     |                     |        |
| Rinat Ibragimov    | Moins de 73 kg  |                     |                     |                     |                     |                     |                     |                     |                     |        |
| Islam Bozbayev     | Moins de 81 kg  | NC                  |                     |                     |                     |                     |                     |                     |                     |        |
| Timur Bolat        | Moins de 90 kg  | NC                  |                     |                     |                     |                     |                     |                     |                     |        |
| Maksim Rakov       | Moins de 100 kg | NC                  |                     |                     |                     |                     |                     |                     |                     |        |
| Yerzhan Shynkeyev  | Plus de 100 kg  | NC                  |                     |                     |                     |                     |                     |                     |                     |        |

Femmes
| Athlète               | Compétition    | 1/16 de finale      | 1/8 de finale       | Quarts de finale    | Demi-finales        | Repêchage 1         | Repêchage 2         | Finale              | Finale |
| Athlète               | Compétition    | Adversaire Résultat | Adversaire Résultat | Adversaire Résultat | Adversaire Résultat | Adversaire Résultat | Adversaire Résultat | Adversaire Résultat | Rang   |
| --------------------- | -------------- | ------------------- | ------------------- | ------------------- | ------------------- | ------------------- | ------------------- | ------------------- | ------ |
| Aleksandra Podryadova | Moins de 48 kg |                     |                     |                     |                     |                     |                     |                     |        |
| Gulzhan Issanova      | Plus de 78 kg  |                     |                     |                     |                     |                     |                     |                     |        |

## Tir
Hommes
| Athlète             | Compétition     | Qualification | Qualification | Finale | Finale |
| Athlète             | Compétition     | Points        | Rang          | Points | Rang   |
| ------------------- | --------------- | ------------- | ------------- | ------ | ------ |
| Vyacheslav Podlesny | Pistolet à 50 m | 540           | 34e           | NC     | NC     |

Femmes
| Athlète           | Compétition               | Qualification | Qualification | Finale | Finale |
| Athlète           | Compétition               | Points        | Rang          | Points | Rang   |
| ----------------- | ------------------------- | ------------- | ------------- | ------ | ------ |
| Olga Dovgun       | Carabine 50 m 3 positions | 578           | 24e           | NC     | NC     |
| Angelina Mishchuk | Skeet                     | 66            | 9e            | NC     | NC     |

## Tir à l'arc
| Athlète             | Compétition       | Tour préliminaire | Tour préliminaire | 1er tour         | 2e tour          | 3e tour          | Quarts de finale | Demi-finales     | Finale           | Finale |
| Athlète             | Compétition       | Score             | Rang              | Adversaire Score | Adversaire Score | Adversaire Score | Adversaire Score | Adversaire Score | Adversaire Score | Rang   |
| ------------------- | ----------------- | ----------------- | ----------------- | ---------------- | ---------------- | ---------------- | ---------------- | ---------------- | ---------------- | ------ |
| Denis Gankin        | Individuel hommes |                   |                   |                  |                  |                  |                  |                  |                  |        |
| Anastassiya Bannova | Individuel femmes |                   |                   |                  |                  |                  |                  |                  |                  |        |